# Рот фон Шрекенштейн, Людвиг Иоганн
Барон Людвиг Иоганн Рот фон Шрекенштейн (нем. Ludwig Johann Karl Gregor Eusebius Roth von Schreckenstein; 16 ноября 1789, Иммендинген — 29 мая 1858 или 30 мая 1858, Мюнстер) — саксонский кавалерийский офицер, затем прусский военный и государственный деятель, генерал от кавалерии (1853), военный министр (июнь—сентябрь 1848 года). Александровский кавалер (1856).

## Биография
Родился в 1769 году в Иммендингене на юго-западе Германии. Сын барона Фридриха Рота фон Шрекенштейна (1753–1808), усадьба которого располагалась в Иммендингене, и его супруги Кунигунды, урожденной фон Ридхайм (1767–1828).
В 1806 году Шрекенштейн стал пажом при дворе саксонского короля Фридриха Августа, союзника Наполеона. В 1809 году вступил в саксонский кирасирский полк «фон Застров» в звании младшего лейтенанта. В составе саксонской бригады тяжёлой кавалерии генерала фон Тильмана полк участвовал в походе Наполеона на Россию в 1812 году. В ходе похода Шрекенштейн служил адъютантом Тильмана, и, как и его начальник, отличился в Бородинском сражении в атаках саксонской бригады на батарею Раевского, одна из которых позднее была запечатлена на панораме «Бородинская битва» кисти Франца Рубо (саксонская кавалерия в жёлтых мундирах изображена сражающейся с русскими кирасирами). Наполеон был так впечатлён действиями Тильмана, что сделал его своим генерал-адъютантом, а рядом с Тильманом в свите Наполеона оказался и адъютант Тильмана Шрекенштейн.
В мае 1815 году Шрекенштейн перешёл с саксонской службы на прусскую (по-прежнему вместе с Тильманном, и по-прежнему в качестве адъютанта последнего) с чином капитана. В период Ста дней в составе армии Блюхера участвовал в сражениях при Линьи (по итогам которого Наполеон ошибочно счёл Блюхера разбитым) и при Вавре (где часть прусской армии отвлекала маршала Груши). В 1816 году был произведён в майоры, с 1824 года служил штаб-офицером в 8-м гусарском полку прусской армии, расквартированном в Дюссельдорфе.
С 1828 года Рот фон Шрекенштейн был женат на графине Луизе фон Гацфельдт (1800–1835). Их свадьба состоялась в Дюссельдорфе, где квартировал в то время полк Шрекенштейна. Луиза была дочерью дипломата, прусского посла в Австрии  Франца Людвига фон Гатцфельда (1756–1827) и его супруги Фридерики Каролины, урожденной графини фон дер Шуленбург-Кенерт (1779–1832). У пары родились сыновья Конрад (1829–1905) и Максимилиан (1831–1875), дослужившийся до полковника прусской армии.
В 1834 году был повышен до полковника, в 1837 году возглавил 13-ю кавалерийскую бригаду, расквартированную в Мюнстере, а в 1841 году был произведён в генерал-майоры. Отличился при подавлении революции 1848 года в Германии: сперва возглавил 5-ю кавалерийскую дивизию, затем — 15-ю (со штаб-квартирой в Кёльне). Успешно подавил волнения в Трире, поставив город на осадное положение. В мае 1848 был произведён в генерал-лейтенанты, а в июне назначен прусским военным министром, но уже в сентября, после боя солдат с революционерами в Швейднице, под давлением Франкфуртского национального собрания подал в отставку, причём всё прусское военное министерство также ушло в отставку вместе с с ним.
В 1849 году, с началом Первой шлезвигской войны, Рот фон Шрекенштейн возглавил прусский Гвардейский корпус, во главе которого участвовал в боевых действиях против датчан.
В сентябре того же года он был назначен командующим прусскими войсками, дислоцированными в Великом герцогстве Баден, Землях Гогенцоллернов и Франкфурте-на-Майне. В 1853 году Шрекенштейн был произведён в генералы от кавалерии и назначен командующим 7-го армейского корпуса. В 1856 году был награждён русским орденом Святого Александра Невского. В 1857 году одним из первых был удостоен звания командора Ордена дома Гогенцоллернов.
В начале 1858 года сопровождал прусского кронпринца Фридриха Вильгельма, будущего кайзера Фридриха III, на его свадьбу с принцессой Викторией Великобританской, которая состоялась в Лондоне 25 января.
Скончался в 1858 году в Мюнстере и был похоронен на городском кладбище под скульптурным надгробием, которое сохранилось до наших дней.

## Надгробие генерала Рота фон Шрекенштейна в Мюнстере

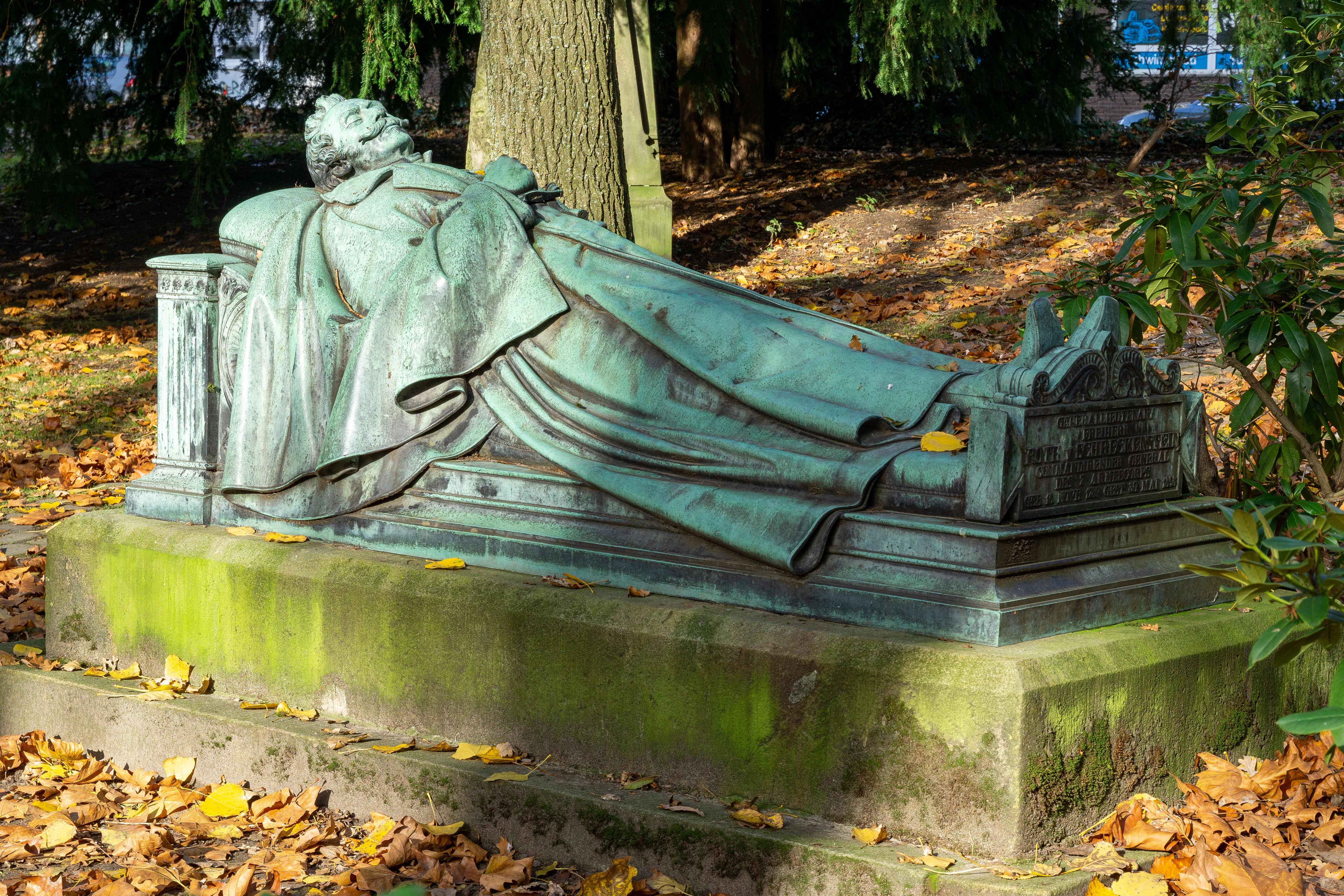
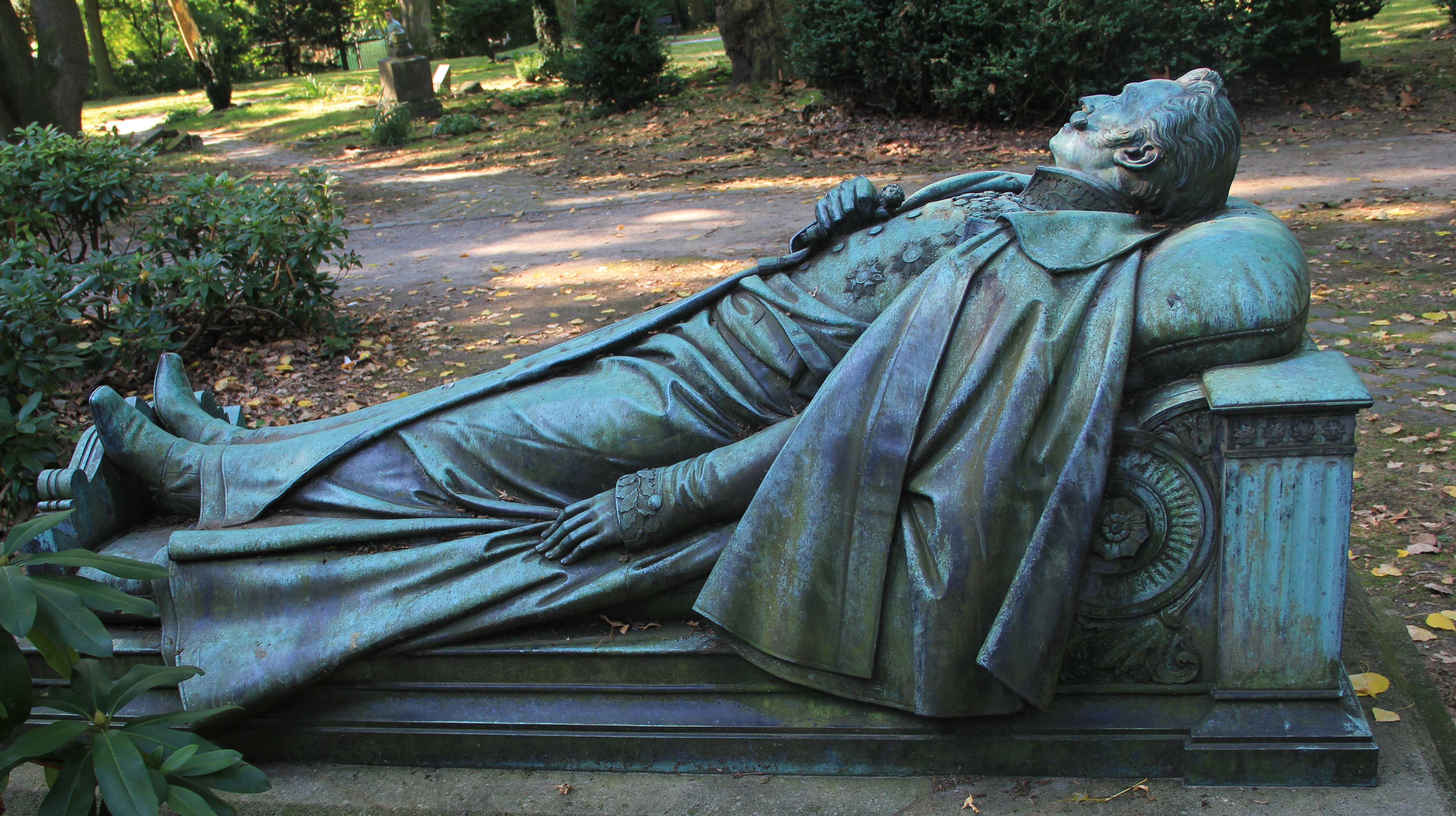
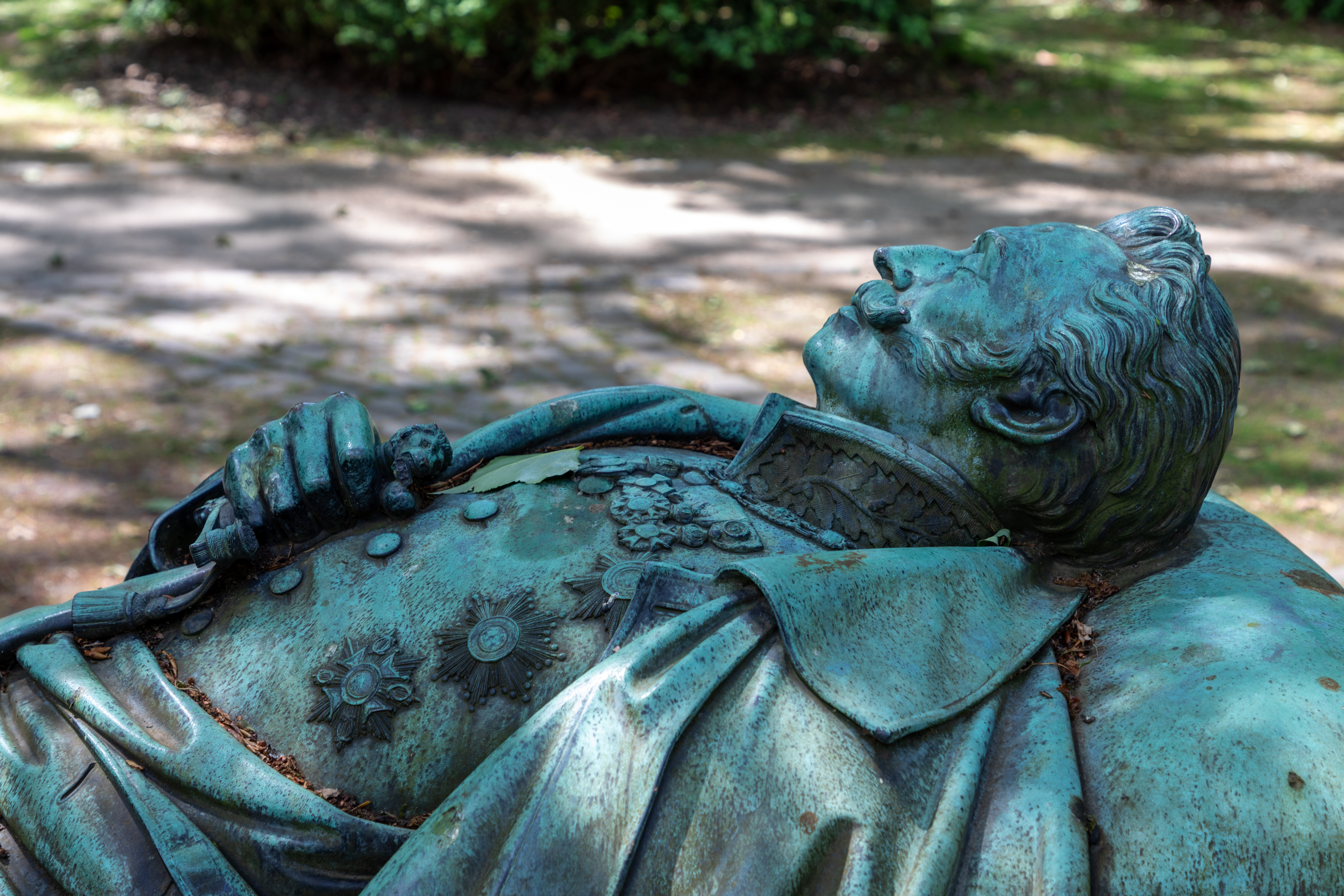